# Humbercamps Communal Cemetery Extension
Humbercamps Communal Cemetery Extension is een begraafplaats gelegen in de Franse plaats Humbercamps (Pas-de-Calais). De militaire graven worden onderhouden door de Commonwealth War Graves Commission.
De begraafplaats telt 79 geïdentificeerde Gemenebest graven uit de Eerste Wereldoorlog.